# Cavanhaque

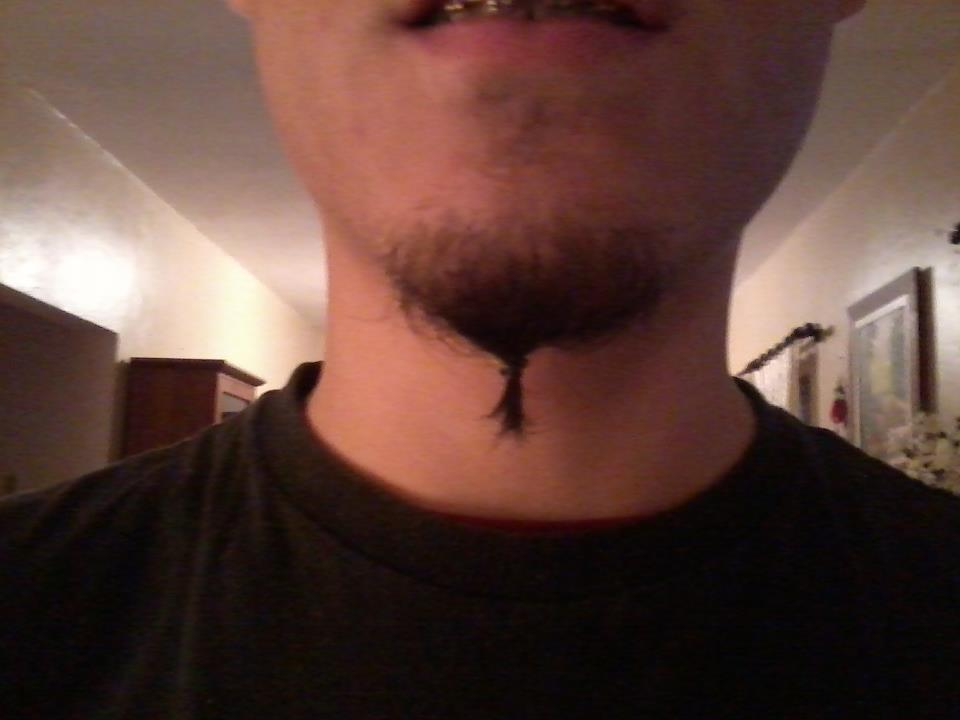
Exemplo de cavanhaque

O cavanhaque (português brasileiro) ou pera (português europeu), também conhecido vulgarmente no Brasil como barbicha (provavelmente vindo do francês barbiche, traduzido literalmente como cavanhaque) é uma barba crescida e aparada em ponta no queixo dos  homens.

## Origem
A moda de usar uma barbicha na ponta do queixo foi lançada pelo imperador Napoleão III de França. Mas foi um de seus generais, Louis-Eugène Cavaignac, que batizou esse estilo de barba, embora não tivesse o hábito de usá-lo. Na França, a tal barba se chama bouc, que quer dizer bode. Os brasileiros provavelmente adotaram o termo porque conheceram uma imagem rara do militar ou porque o tomaram por Napoleão III em alguma confusão. Apenas no Brasil se usa a palavra cavanhaque.
- Commons
- Commons
- Wikcionário